# Stockholmský syndrom
Stockholmský syndrom 
je specifická pozitivní emoční i afektivní vazba a závislost oběti (např. rukojmí) na pachateli (např. únosci) vyskytující se též ve vztazích některých vězňů a jejich vyšetřovatelů.
Nesprávně 
se Stockholmskému syndromu říká „Helsinský syndrom“. 
Opakem je Limský syndrom, který se projevuje vytvořením vazby pachatele na osobu oběti.
Stockholmský syndrom ani syndrom týrané osoby nejsou psychiatrickou diagnózou.

## Historie
V roce 1973 se Jan-Erik Olsson a Clark Oderth Olofsson (nyní Daniel Demuynck) pokusili vyloupit jednu z bank ve Stockholmu. Loupež nevyšla a muži zadrželi rukojmí. Vyjednávání trvalo 130 hodin. Po propuštění považovali rukojmí únosce za své ochránce a policisty za nepřítele. O tomto případu pojednává film Stockholm.

## Osoby, které mohou být postiženy
- rukojmí
- policejní vyjednavač – riziko je v tom, že může podvědomě varovat teroristy před blížícím se útokem sloužícím k záchraně rukojmí. („Je nutné, abyste se okamžitě vzdali!“)
- policejní odstřelovač – začne s únoscem soucítit
- oběti domácího násilí – bývá to také stockholmský syndrom, co váže týrané manželky k manželům, týrané manžely k manželkám, týrané děti k jejich rodičům či týrané rodiče k jejich dětem.